# Arturo Saavedra
Arturo Ángel Saavedra (n. 1897 - m. 1951) fue un militar argentino que desempeñó un papel importante en la Revolución del 43 (1943-1946). Teniendo grado de teniente coronel fue uno de los fundadores y líderes del Grupo de Oficiales Unidos (GOU). Se desempeñó como gobernador militar de la Provincia de Santa Fe en 1944. Alcanzó el grado de coronel.

## Biografía
El 6 de septiembre de 1930, siendo capitán, fue uno de los pocos militares de Campo de Mayo en sumarse al golpe de Estado que derrocó al presidente democrático Hipólito Yrigoyen.
En 1943 fue uno de los fundadores del Grupo de Oficiales Unidos (GOU). Participó del golpe de Estado del 4 de junio de 1943 que derrocó al presidente Ramón Castillo y dio origen a la Revolución del 43. Fue nombrado entonces Jefe del Regimiento de Granaderos a Caballo, con sede en Buenos Aires.
El 16 de julio de 1944 fue designado como gobernador militar de la Provincia de Santa Fe, asumiendo el 21 de julio.